# Bartholome Sturzenegger

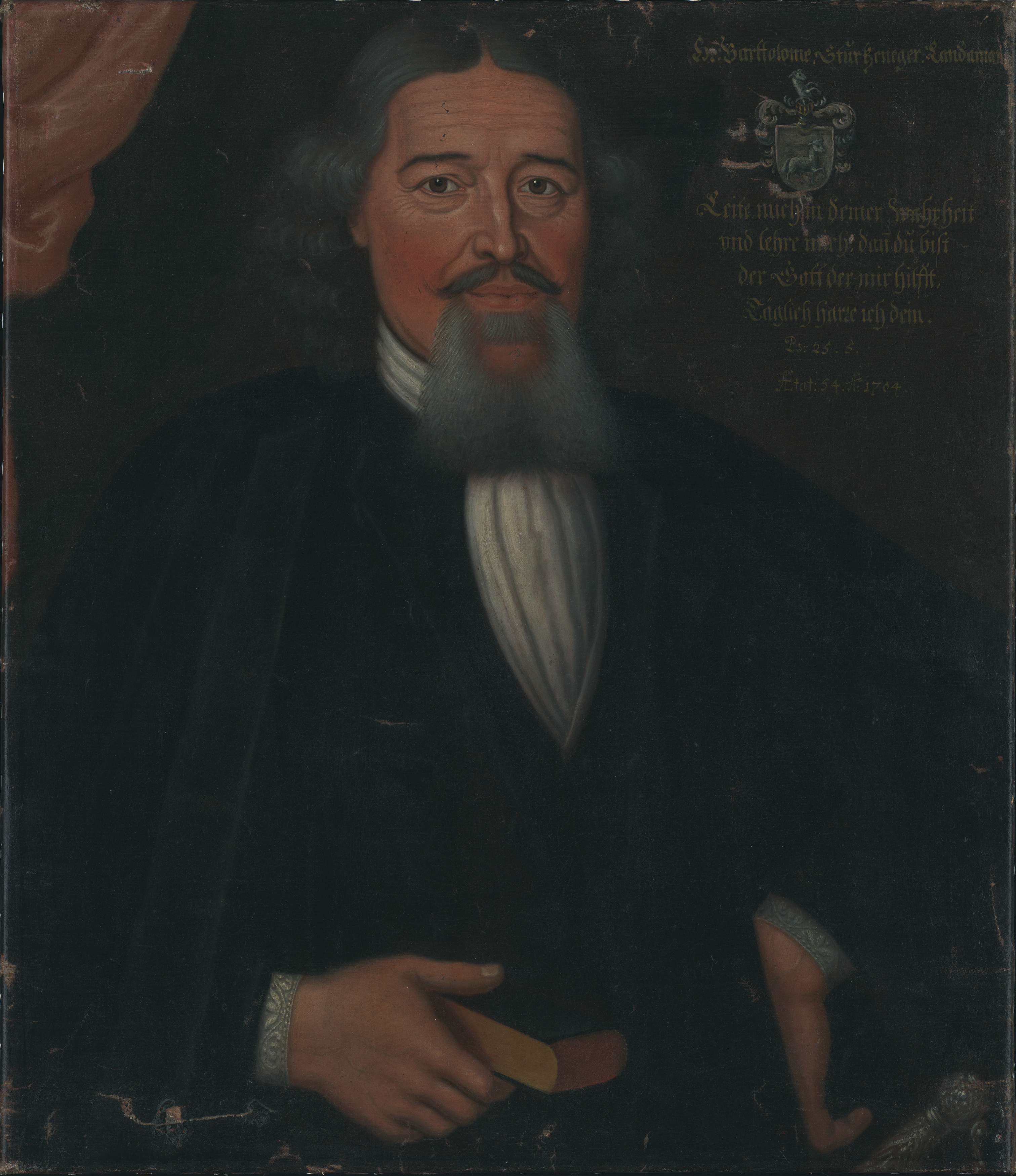
Bartholome Sturzenegger, 15. Landammann von Appenzell Ausserrhoden 1698–1709(?)

Bartholome Sturzenegger (* 17. September 1650 in Trogen; † 1709; heimatberechtigt in Trogen und später in Gais) war ein Schweizer Gemeindehauptmann, Landeshauptmann, Landammann und Tagsatzungsgesandter aus dem Kanton Appenzell Ausserrhoden.

## Leben
Bartholome Sturzenegger war ein Sohn von Siechenpfleger Jakob Sturzenegger und Anna Zellweger. Er ehelichte 1670 Anna Heierli, 1696 seine zweite Ehefrau Anna Schiess, Tochter von Landesbauherr Jakob Schiess und Witwe von Hans Conrad Nänni. 1701 heiratete er Barbara Schiess, Tochter von Landeshauptmann Sebastian Schiess und Witwe von Pfarrer Bartholome Zuberbühler.
Sturzenegger übersiedelte nach seiner Heirat 1670 von Trogen nach Gais. Er wurde dort 1696 zum Gemeindehauptmann gewählt. 1697 gelang ihm der Sprung in die Kantonsregierung. Von 1697 bis 1698 war er Landeshauptmann. Ab 1698 bis circa 1709 amtierte er als Ausserrhoder Landammann und von 1698 bis 1708 als Tagsatzungsgesandter.